# El-Mir Reale
El-Mir Reale (26 de junio de 1999) es un deportista de Francia que compite en atletismo. Ganó una medalla de oro en el Campeonato Europeo de Atletismo Sub-23 de 2021, en la prueba de 4 × 400 m.